# Dom rzymski

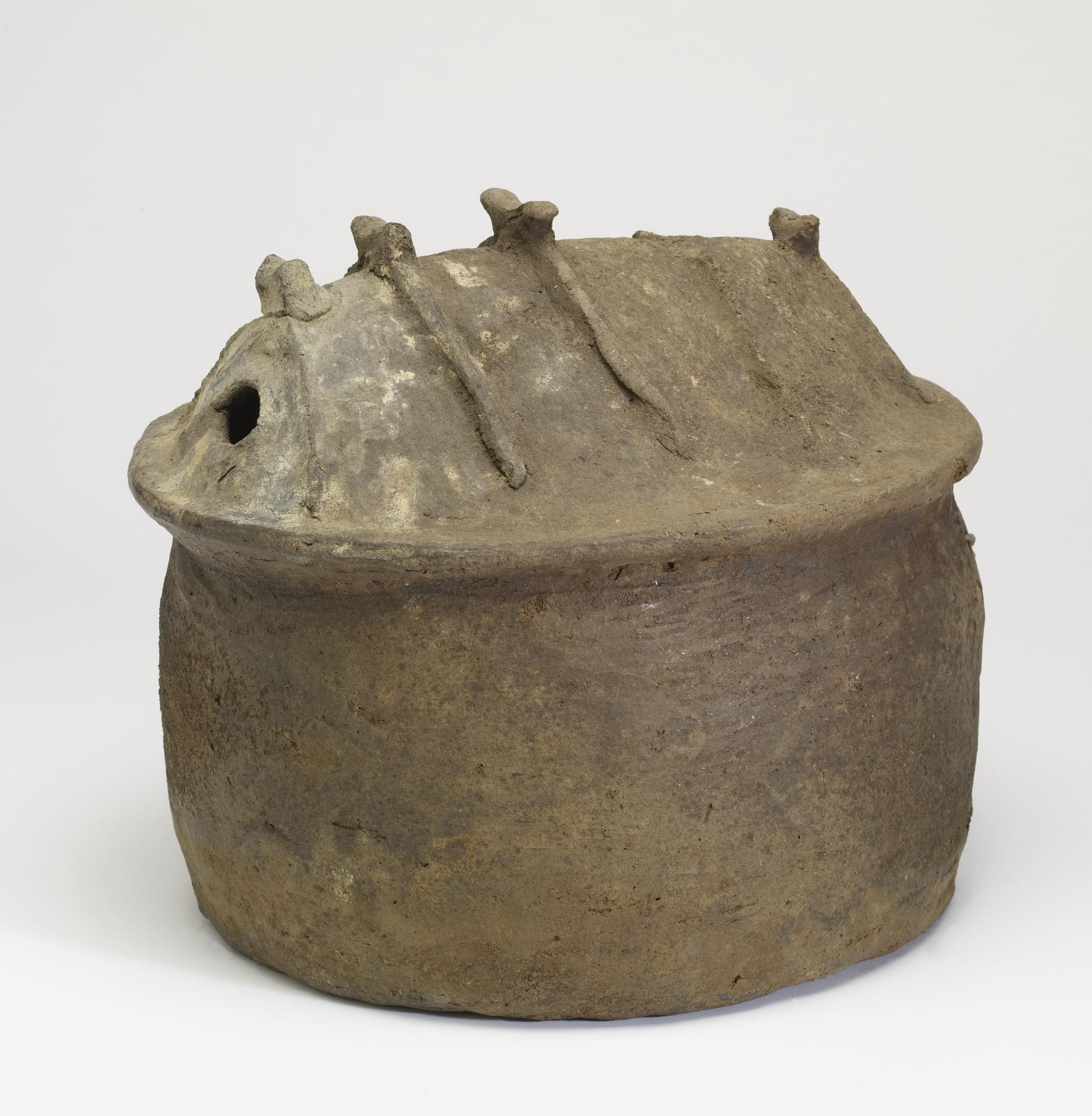
Etruska urna grobowa jako przykład wczesnych domów rzymskich

Dom rzymski (łac. dǒmŭs) – podstawowy typ domu budowanego w starożytnym Rzymie. Określenie to odnosiło się do prostego domostwa jednorodzinnego w odróżnieniu od okazałej prywatnej willi i czynszowej insuli.
Pierwotny dom rzymski znany z osad na wzgórzach Rzymu z VIII w. p.n.e. (głównie z Palatynu) i z zachowanych urn popielnicowych z tego okresu, miał kształt lekko owalny. Budowano go na szkielecie drewnianym wypełnionym gałęziami, trzciną i trawą oraz oblepianym gliną.
W okresie od VII do II wieku p.n.e. były to już domy budowane z drewna, kryte dachówką, z centralnie usytuowanym atrium. Według jednej z hipotez kształt taki powstał z połączenia części mieszkalnych z zabudowaniami gospodarczymi otaczającymi centralnie położone podwórko. Światło do wnętrza przenikało przez stropowe compluvium. Wokół atrium znajdowały się pomieszczenia, z których boczne przeznaczano na magazyny i sypialnie dla służby. Za atrium znajdowała się sypialnia właściciela – tablinum; obok niego umieszczano inne ważne pomieszczenie – jadalnię (triclinium).

Schematyczny plan domu rzymskiego: A-ogród; B-tablinum; C-compluvium; D-atrium

W II w. p.n.e. pod wpływem architektury greckiej powstał tzw. domus grecko-rzymski. Dodano kolumnowy perystyl (często z basenem), do którego przeniosło się życie rodzinne. Powiększono ogród, często budowano dwa piętra oraz dodatkowe atrium. Atrium stało się pomieszczeniem reprezentacyjnym, a tablinum przekształciło się w pokój pracy właściciela. Układ prostokątnych pomieszczeń rozlokowanych wokół atrium był zazwyczaj symetryczny. Ściany zdobiono stiukami, malowidłami, a posadzki układano z barwnych kamyków tworząc dekoracyjne mozaiki. Przykład reprezentatywny dla tego typu stanowi m.in. Dom Fauna.
W okresie Republiki pozamiejskie domy zamożnych właścicieli zaczęły przekształcać się w rozleglejsze i luksusowe wille.